# Al-Shahania SC
Al-Shahania SC (arab. ‏نادي الشحانية‎) – katarski klub piłkarski, mający siedzibę w Asz-Szahanijja, założony w 1998 roku, grający w rozgrywkach Qatar Stars League.

## Obecny skład
Stan na 8 grudnia 2024
| Nr | Poz. | Piłkarz                                    |
| -- | ---- | ------------------------------------------ |
| 2  | OB   | Simo                                       |
| 3  | OB   | Bandar Badr Naser Badr                     |
| 4  | PO   | Mohammad Sayyar                            |
| 5  | OB   | Marc Muniesa                               |
| 6  | PO   | Mustafa Jalal (kapitan)                    |
| 7  | NA   | Abdulrahman Mussed                         |
| 8  | NA   | Lotfi Madjer (wypożyczony z Al-Duhail SC)  |
| 9  | NA   | Pelle van Amersfoort                       |
| 10 | PO   | Francesco Antonucci                        |
| 11 | NA   | Abdulaziz Al-Yahri                         |
| 12 | BR   | Ebrahim Mordou                             |
| 15 | PO   | Ebrahim Abdo                               |
| 16 | BR   | Mohamed Kadik (wypożyczony z Al-Shamal SC) |
| 17 | PO   | Khalid Al-Yazidi                           |

| Nr | Poz. | Piłkarz                                       |
| -- | ---- | --------------------------------------------- |
| 18 | NA   | Jaime Pombo (wypożyczony z Al-Rajjan SC)      |
| 20 | NA   | Yousuf Al-Raeesi                              |
| 21 | NA   | Mohammad Abu Shanab                           |
| 22 | OB   | Sven van Beek                                 |
| 23 | PO   | Ahmed Gharib Al-Abdulsalam                    |
| 24 | OB   | Husam Kamal                                   |
| 27 | PO   | Nasser Al-Ahrak (wypożyczony z Al-Gharafa SC) |
| 30 | OB   | Moaz Al-Wadie (wypożyczony z Al-Sadd SC)      |
| 32 | PO   | Ali Al-Amri                                   |
| 66 | OB   | Ali Mohammad                                  |
| 77 | BR   | Majed Khalaf                                  |
| 88 | PO   | Naif Al-Hadhrami (wypożyczony z Al-Rajjan SC) |
| 90 | NA   | Alhassan Koroma                               |
| 99 | BR   | Shehab Ellethy (wypożyczony z Al-Duhail SC)   |

### Zawodnicy na wypożyczeniu
Stan na 8 grudnia 2024
| Nr | Poz. | Piłkarz                                                            |
| -- | ---- | ------------------------------------------------------------------ |
|    | BR   | Bautista Burke (na wypożyczeniu w Al-Duhail SC do 30 czerwca 2025) |